# La Ventilla, Ciudad Fernández
La Ventilla är en ort i Mexiko.   Den ligger i kommunen Ciudad Fernández och delstaten San Luis Potosí, i den centrala delen av landet, 300 km norr om huvudstaden Mexico City. La Ventilla ligger 1 286 meter över havet och antalet invånare är 234.
Terrängen runt La Ventilla är lite bergig. Runt La Ventilla är det ganska glesbefolkat, med 27 invånare per kvadratkilometer. Närmaste större samhälle är Rancho del Puente, 4,1 km öster om La Ventilla. I omgivningarna runt La Ventilla växer huvudsakligen savannskog.